# Sick Luke
Sick Luke (наст. имя Luca Antonio Barker, родился 17 августа 1994) — итальянский рэпер, битмейкер, музыкальный продюсер.

## Биография
Sick Luke пришёл в мир музыки благодаря своему отцу, рэперу Duke Montana, бывшему участнику TruceKlan. Первый опыт в музыке битмейкер получил в тринадцать лет, работая в FL Studio. Первым его официальным продуктом стала композиция Making Moves, выпущенная на альбоме его отца Grindz Musik I. После чего он отправился с отцом на гастроли, принимая участие в концертах с крупнейшими хип-хоп коллективами.
В 2013 году Sick Luke присоединился к лейблу Honiro, с которым выпустил свой первый микстейп Instrumentals, содержащий спродюсированные им композиции. В дальнейшем были выпущены Instrumentals 2, Instrumentals 3 и Instrumentals 4. В то же время продюсер работал с такими исполнителями как Sfera Ebbasta, Luchè, Jamil, Machete Crew, Izi, Gué Pequeno, Emis Killa и Ghali.
В 2015 году Sick Luke знакомится с римским коллективом Dark Polo Gang, что приводит к выпуску их совместного микстейпа Full Metal Dark. Затем были спродюсированы три отдельных микстейпа для каждого участника группы: Crack Musica, Succo di genzero и The Dark Album. Два года спустя на свет вышел первый студийный альбом группы Dark Polo Gang, также записанный на биты от Sick Luke под названием Twins, получивший платиновый статус от FIMI. В 2018 году, после подписания соглашения с Universal Music, рождаются ещё две пластинки Sick Side и Trap Lovers.
В 2019 году, битмейкер продюсирует альбом Neverland для итальянского рэпера Mecna.

## Дискография

### Микстейпы
- 2013 — Instrumentals
- 2013 — 808 Nostalgia
- 2014 — Instrumentals 2
- 2016 — Instrumentals 3
- 2019 — Instrumentals 4

### Студийные альбомы
- 2012 — Grind Muzik 2 (Duke Montana)
- 2015 — Full Metal Dark (Dark Polo Gang)
- 2015 — Cambia Tutto (Canesecco)
- 2016 — Raw (Duke Montana)
- 2016 — Crack Musica (Dark Polo Gang)
- 2016 — Succo di zenzero (Dark Polo Gang)
- 2017 — The Dark Album (Dark Polo Gang)
- 2017 — Twins (Dark Polo Gang)
- 2018 — Sick Side (Dark Polo Gang)
- 2018 — Trap Lovers (Dark Polo Gang)
- 2018 — Grind Muzik 4 (Duke Montana)
- 2019 — Compiti a casa (Marïna)
- 2019 — Neverland (Mecna)
- 2020 — Dark Boys Club (Dark Polo Gang)
- 2020 — DNA (Ghali)
- 2021 — Untouchable (Tony Effe)
- 2022 — X2